# 유성 (환상게임)
유성(호토호리)은 《환상게임》에 등장하는 등장인물이다.

## 소개
유성(호토호리)(일본어: 星宿)/채분제(일본어: 彩賁帝)
4월 2일생. 182cm. A형. 18세.
성우：코야스 타케히토/마츠모토 야스노리(일본), 홍시호(한국), 유소문(홍콩)
홍남국의 제4대 황제. 성실한 군주로, 여성을 능가하는 미모의 소유자. 그래서인가 극단적인 나르시스트. 왼쪽 목덜미에 〈星(성)〉의 문자가 있다.
군주가 되기 위해 일반 아이와는 다른 힘든 유소년기를 보냈다.
그러던 어느 날, 신하로부터 듣게 된 전설의 〈주작의 무녀〉가 그의 마음 속 지주로 자리잡고, 그런 그의 마음은 점차 발전하여 후에 만나게 된 실제 주작의 무녀인 미주를 사랑하게 된다.(결국은 실패로 끝나 버리고 말지만, 그 후에도 미주를 소중히 여기는 마음은 변함이 없었다.)
태일군으로부터 신검을 내려 받았으며 후에는 자신을 대신해 미주를 지키는 방패로서 그녀에게 준다.
전투시엔 검을 사용. 유심에 의해 사망.